# Ralf D. Bode
Pour les articles homonymes, voir Bode.
Ralf D. Bode est un directeur de la photographie américain d'origine allemande, né le 31 mars 1941 à Berlin et mort le 27 février 2001 à Santa Monica (Californie). Membre de l'ASC, il a notamment signé l'image des films La Fièvre du samedi soir et Pulsions.

## Biographie
Ralf Bode passe les 14 premières années de sa vie en Allemagne, jusqu'au déménagement de sa famille vers les États-Unis, où il étudie aux universités de Vermont et Yale. Intéressé depuis toujours par la photographie et le cinéma, il devient responsable de la production des films d'entraînement de l'United States Army lors de son service militaire.
Dans les années 1970, Bode commence une carrière de cadreur pour des publicités, puis à partir de 1974 pour des films indépendants. Il travaille également comme gaffer sur les films réalisé par John G. Avildsen ; celui-ci l'engage comme chef opérateur de seconde équipe pour le film Rocky, où il se fait remarquer pour la séquence du Philadelphia Museum of Art au steadicam.
Bode travaille comme chef opérateur sur des longs métrages à partir de 1972. En 1977, le succès de La Fièvre du samedi soir lance définitivement sa carrière. Celle-ci atteint son apogée avec Pulsions (1980) de Brian De Palma et Nashville Lady (1981) de Michael Apted, qui lui apporte une nomination à l'Oscar de la meilleure photographie.
Sa carrière connait par la suite moins d'éclat, malgré une quarantaine de films en tant que directeur de la photographie, dont les collaborations avec Michael Apted (Gorky Park, 1983) et Jonathan Kaplan (Les Accusés, 1988). Il se dirige également vers la télévision, avec le remarqué Gypsy (1993) avec Bette Midler, l'adaptation d'Un tramway nommé Désir (1995) avec Jessica Lange et Annie (1999) qui lui vaut un Emmy Award,. Parallèlement, il enseigne à la Los Angeles Film School.
Bien que non-fumeur, Ralf Bode meurt d'un cancer du poumon peu avant ses soixante ans.

## Filmographie
- 1972 : The Stoolie
- 1974 : There Is No 13
- 1975 : Fore Play
- 1975 : Saturday Night at the Baths
- 1975 : L'Organe (S.O.S.)
- 1977 : La Fièvre du samedi soir (Saturday Night Fever)
- 1978 : The Force Beyond
- 1978 : Qui a tué mon cher mari ? (Somebody Killed Her Husband)
- 1978 : Slow Dancing in the Big City de John G. Avildsen
- 1979 : Rich Kids
- 1980 : Nashville Lady (Coal Miner's Daughter)
- 1980 : Pulsions (Dressed to Kill)
- 1981 : L'Homme dans l'ombre (Raggedy Man)
- 1982 : A Little Sex
- 1983 : Gorky Park
- 1984 : Firstborn
- 1985 : Bring on the Night
- 1986 : Violets Are Blue...
- 1986 : The Whoopee Boys
- 1987 : Toubib malgré lui (Critical Condition)
- 1987 : La Gagne (The Big Town)
- 1988 : Les Accusés (The Accused)
- 1988 : Distant Thunder de Rick Rosenthal
- 1989 : Cousins
- 1989 : Uncle Buck
- 1991 : The Very Best of the Ed Sullivan Show (TV)
- 1991 : Un bon flic (One Good Cop)
- 1991 : The Very Best of the Ed Sullivan Show 2 (TV)
- 1992 : Leaving Normal
- 1992 : Love Field
- 1993 : Made in America
- 1993 : The Nutcracker
- 1993 : Gypsy (TV)
- 1994 : Belles de l'Ouest (Bad Girls)
- 1994 : Loin des yeux, près du cœur (Safe Passage)
- 1995 : Don Juan DeMarco
- 1995 : The Big Green
- 1995 : A Streetcar Named Desire (TV)
- 1997 : Women Without Implants
- 1997 : La Guerre des fées (A Simple Wish)
- 1997 : Hacks
- 1997 : La Légende de Cendrillon (Cinderella) (TV)
- 1998 : Last Rites (TV)
- 1999 : Liaison mortelle (The Hunt for the Unicorn Killer) (TV)
- 1999 : The Secret Life of Girls
- 1999 : Annie (TV)
- 1999 : Les Déchirements du passé (Sarah, Plain and Tall: Winter's End) (TV)
- 2000 : Boys and Girls
- 2001 : Speaking of Sex